# Сент-Катерин (гора)
Сент-Катери́н — сильно выветрившаяся гора-стратовулкан на острове Гренада. Его вершина близ деревни Виктория (округ Сент-Марк, Гренада), является одной из основных достопримечательностей национального парка «Маунт Сент-Катерин».
Гора Сент-Катерин - самый молодой и самый высокий из пяти вулканов на острове. Комплекс куполов лавы расположен внутри кратера, образовавшегося к востоку на вершине. Отложения пирокластических потоков простираются на северо-запад от вулкана, ныне сильно выветрившегося. Последнее извержение привело к образованию шлакового конуса, возраст которого может быть менее 1000 лет. В нескольких местах присутствуют горячие источники и фумаролы.

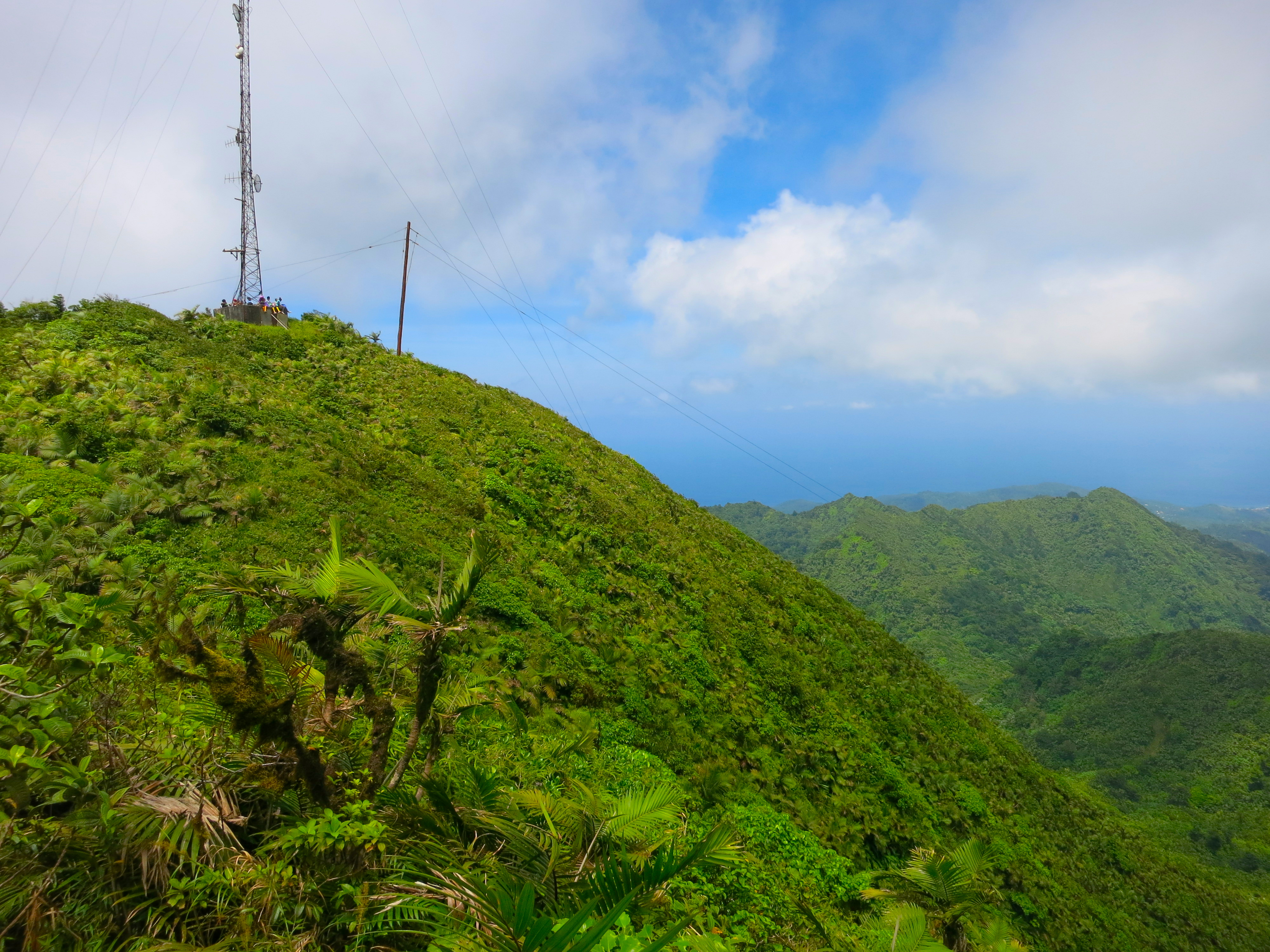
Вершина горы Сент-Катерин